# Болтянський Володимир Григорович
Володи́мир Григо́рович Болтя́нський (рос. Владимир Григорьевич Болтянский, нар. 26 квітня 1925, Москва) — радянський та російський математик, доктор фізико-математичних наук (1955), професор (1959), член-кореспондент АПН СРСР (1965), член-кореспондент АПН СРСР (1968), член-кореспондент РАО (1993).

## Біографія
В. Г. Болтянський народився в Москві; його батько — один з організаторів російської кінематографії, історик кіно Григорій Мойсейович Болтянський (1885—1953).
В. Г. Болтянський — учень, а в подальшому співробітник Л. С. Понтрягіна.
Основні роботи відносяться до комбінаторної геометрії (зокрема, пов'язані з третьою проблемою Гільберта), топології та теорії оптимального управління (зокрема, пов'язані з принципом максимума Понтрягіна).
Широко відомий також своїми працями з методики викладання математики і популярними книгами з математики . Лауреат Ленінської премії 1962 (спільно з  Л. С. Понтрягіним , Р. В. Гамкрелідзе, Є. Ф. Міщенко).

## Деякі роботи
- Яглом І. М., Болтянський В. Г. Опуклі фігури . — М. — Л .: ГТТІ , 1951. — 343 с . — (Бібліотека математичного гуртка . Вип . 4)
- Понтрягіним Л. С. , Болтянський В. Г. ,  Гамкрелідзе Р. В., Міщенко Є. Ф. Математична теорія оптимальних процесів . — М .: Фізматгіз , 1961. — 392 с .
- Гохберг І. Ц., Болтянський В. Г. Теореми і задачі комбінаторної геометрії . — М .: Наука , 1965. — 109 с.
- Болтянський В. Г. Математичні методи оптимального управління. — М .: Наука, 1969. — 408 с.
- Болтянський В. Г. Оптимальне керування дискретними системами. — М .: Наука, 1973. — 446 с.
- Болтянський В. Г. Третя проблема Гільберта. — М .: Наука, 1977. — 208 с.
- Болтянский В. Г., Єфремович В. А. Наочна топологія. — М .: Наука, 1982. — 160 с. — (Бібліотека «Квант». Вип. 21).
- Балк М. Б. [Архівовано 17 квітня 2016 у Wayback Machine.], Болтянський В. Г. Геометрія мас. — М .: Наука, 1987. — 160 с. — (Бібліотека «Квант». Вип. 61).
- Статті В. Г. Болтянський в журналі Квант.
- Болтянський В. Г., Сидоров Ю. В., Шабунін М. І. Лекції та завдання з елементарної математики. — М .: Наука, 1974. — 576 с. — (Бібліотечка «Квант»).